# Tjeckien i olympiska sommarspelen 2004
Tjeckien i olympiska sommarspelen 2004 bestod av 142 idrottare som blivit uttagna av Tjeckiens olympiska kommitté.

## Basket
Damer
Gruppspel
| Lag         | Vinster | Förluster | Poäng | Första Tiebreaker Särskiljning av lika lag | Andra Tiebreaker Målgenomsnitt för lika lag |
| ----------- | ------- | --------- | ----- | ------------------------------------------ | ------------------------------------------- |
| USA         | 5       | 0         | 10    |                                            |                                             |
| Spanien     | 4       | 1         | 9     | 1-1                                        | 1.12                                        |
| Tjeckien    | 3       | 2         | 8     |                                            |                                             |
| Nya Zeeland | 2       | 3         | 7     |                                            |                                             |
| Kina        | 1       | 4         | 6     |                                            |                                             |
| Sydkorea    | 0       | 5         | 5     |                                            |                                             |

| 14 augusti 22:15 |                                                                       | Spanien | 80–78                                              | Tjeckien | OT | Helliniko Indoor Arena, Aten Publik: 2 307 Domare: Mike Homsy (Kanada) Michael Aylen (Australien) |
| 14 augusti 22:15 | Resultat efter kvart: 24–22, 11–12, 15–11, 17–22, OT: 13–11           |         |                                                    |          | OT | Helliniko Indoor Arena, Aten Publik: 2 307 Domare: Mike Homsy (Kanada) Michael Aylen (Australien) |
| 14 augusti 22:15 | Pts: Palau, Valdemoro 14 Rebs: Cebrian 11 Asts: M. Fernández, Palau 2 |         | Pts: Večeřová 15 Rebs: Klimešová 8 Asts: Hamzová 3 |          | OT | Helliniko Indoor Arena, Aten Publik: 2 307 Domare: Mike Homsy (Kanada) Michael Aylen (Australien) |

| 16 augusti 14:30 |                                                   | Tjeckien | 61–80                                         | USA |  | Helliniko Indoor Arena, Aten Publik: 954 Domare: Giampaolo Cicoria (Italien) Shoko Sugura (Japan) |
| 16 augusti 14:30 | Resultat efter kvart: 21–18, 14–24, 15–23, 11–15  |          |                                               |     |  | Helliniko Indoor Arena, Aten Publik: 954 Domare: Giampaolo Cicoria (Italien) Shoko Sugura (Japan) |
| 16 augusti 14:30 | Pts: Klimešová 18 Rebs: Machová 5 Asts: Machová 5 |          | Pts: Leslie 15 Rebs: Leslie 10 Asts: Staley 4 |     |  | Helliniko Indoor Arena, Aten Publik: 954 Domare: Giampaolo Cicoria (Italien) Shoko Sugura (Japan) |

| 18 augusti 9:00 |                                                  | Kina | 83–98                                         | Tjeckien |  | Helliniko Indoor Arena, Aten Publik: 300 Domare: Abdellilah Chlif (Marocko) Tatiana Steigerwald (Brasilien) |
| 18 augusti 9:00 | Resultat efter kvart: 30–28, 19–21, 14–26, 20–23 |      |                                               |          |  | Helliniko Indoor Arena, Aten Publik: 300 Domare: Abdellilah Chlif (Marocko) Tatiana Steigerwald (Brasilien) |
| 18 augusti 9:00 | Pts: Chen N. 23 Rebs: Chen N. 7 Asts: Miao, Ye 2 |      | Pts: Veselá 22 Rebs: Veselá 7 Asts: Hamzová 8 |          |  | Helliniko Indoor Arena, Aten Publik: 300 Domare: Abdellilah Chlif (Marocko) Tatiana Steigerwald (Brasilien) |

| 20 augusti 16:45 |                                                  | Tjeckien | 97–75                                    | Sydkorea |  | Helliniko Indoor Arena, Aten Publik: 753 Domare: Vladimir Ochrimenko (Ryssland) Abreu Joao (Mozambique) |
| 20 augusti 16:45 | Resultat efter kvart: 24–16, 21–19, 29–17, 23–23 |          |                                          |          |  | Helliniko Indoor Arena, Aten Publik: 753 Domare: Vladimir Ochrimenko (Ryssland) Abreu Joao (Mozambique) |
| 20 augusti 16:45 | Pts: Machová 28 Rebs: Večeřová 8 Asts: Hamzová 5 |          | Pts: Beon 26 Rebs: Beon 4 Asts: Kim Y. 3 |          |  | Helliniko Indoor Arena, Aten Publik: 753 Domare: Vladimir Ochrimenko (Ryssland) Abreu Joao (Mozambique) |

| 22 augusti 9:00 |                                                                   | Nya Zeeland | 57–74                                              | Tjeckien |  | Helliniko Indoor Arena, Aten Publik: 365 Domare: Nancy Ethier (Kanada) Kim Ja Ok (Sydkorea) |
| 22 augusti 9:00 | Resultat efter kvart: 12–21, 8–19, 23–18, 14–16                   |             |                                                    |          |  | Helliniko Indoor Arena, Aten Publik: 365 Domare: Nancy Ethier (Kanada) Kim Ja Ok (Sydkorea) |
| 22 augusti 9:00 | Pts: G. Farmer 19 Rebs: Loffhagen 12 Asts: G. Farmer, Loffhagen 1 |             | Pts: Machová 21 Rebs: Klimešová 10 Asts: Hamzová 7 |          |  | Helliniko Indoor Arena, Aten Publik: 365 Domare: Nancy Ethier (Kanada) Kim Ja Ok (Sydkorea) |

## Bordtennis
| Idrottare                         | Gren       | Omgång 1             | Omgång 2                      | Omgång 3                    | Omgång 4                | Kvartsfinaler        | Semifinaler          | Final                |                  |
| Idrottare                         | Gren       | Motståndare Resultat | Motståndare Resultat          | Motståndare Resultat        | Motståndare Resultat    | Motståndare Resultat | Motståndare Resultat | Motståndare Resultat |                  |
| --------------------------------- | ---------- | -------------------- | ----------------------------- | --------------------------- | ----------------------- | -------------------- | -------------------- | -------------------- | ---------------- |
| Petr Korbel                       | Herrsingel | BYE                  | BYE                           | Ko (HKG) L 3-4              | Gick inte vidare        | Gick inte vidare     | Gick inte vidare     | Gick inte vidare     | Gick inte vidare |
| Petr Korbel Richard Vyborny       | Herrdubbel | i.u.                 | Babungu/Luyindula (COD) W 4-0 | Mazunov/Smirnov (RUS) L 1-4 | Gick inte vidare        | Gick inte vidare     | Gick inte vidare     | Gick inte vidare     | Gick inte vidare |
| Renáta Štrbiková                  | Damsingel  | Reed (USA) L 2-4     | Gick inte vidare              | Gick inte vidare            | Gick inte vidare        | Gick inte vidare     | Gick inte vidare     | Gick inte vidare     | Gick inte vidare |
| Renáta Štrbiková Alena Vachovcová | Damdubbel  | i.u.                 | BYE                           | Nonaka/Silva (BRA) W 4-2    | Boroš/Vaida (CRO) L 1-4 | Gick inte vidare     | Gick inte vidare     | Gick inte vidare     | Gick inte vidare |

Slutspel
|  | Kvartsfinaler | Kvartsfinaler |            |     | Semifinaler  | Semifinaler |            |            | Final       | Final |
|  | 0             | 0             | 0          | 0   | 0            | 0           | 0          | 0          | 0           | 0     |
|  |               |               | 0          | 0   |              |             | 0          | 0          |             |       |
|  |               |               | 0          | 0   |              |             | 0          | 0          |             |       |
|  | 0 Australien  | 094           | 0          | 0   |              |             | 0          | 0          |             |       |
|  | 0 Australien  | 094           | 0          | 0   |              |             | 0          | 0          |             |       |
|  | 0 Nya Zeeland | 055           | 0          | 0   |              |             | 0          | 0          |             |       |
|  | 0 Nya Zeeland | 055           | 0          | 0   | 0 Australien | 088         | 0          | 0          |             |       |
|  |               |               | 0          | 0   | 0 Australien | 088         | 0          | 0          |             |       |
|  | 0             | 0 Brasilien   | 0          | 075 | 0            |             |            | 0          |             |       |
|  | 0             | 0 Brasilien   | 0          | 075 | 0            | 0 Brasilien | 067        | 0          |             |       |
|  | 0             |               |            |     |              | 0 Brasilien | 067        | 0          |             |       |
|  | 0             | 0 Spanien     | 064        | 0   |              |             |            | 0          |             |       |
|  | 0             | 0 Spanien     | 064        | 0   | 0 Australien | 063         |            | 0          |             |       |
|  | 0             |               |            | 0   | 0 Australien | 063         |            | 0          |             |       |
|  | 0             | 0             | 0 USA      | 0   | 074          |             |            |            |             |       |
|  | 0             | 0             | 0 USA      | 0   | 074          | 0 USA       | 0100       |            |             |       |
|  | 0             | 0             |            |     |              |             | 0100       |            |             |       |
|  | 0             | 0             | 0 Grekland | 072 | 0            |             |            |            |             |       |
|  | 0             | 0             | 0 Grekland | 072 | 0            | 0 USA       | 066        | Bronsmatch | Bronsmatch  |       |
|  | 0             | 0             |            |     | 0            | 0 USA       | 066        | Bronsmatch | Bronsmatch  |       |
|  | 0             | 0             | 0 Ryssland | 062 | 0            | 0           |            |            |             |       |
|  | 0             | 0             | 0 Ryssland | 062 | 0            | 0           | 0 Ryssland | 070        | 0 Brasilien | 062   |
|  | 0             | 0             |            |     | 0            | 0           | 0 Ryssland | 070        | 0 Brasilien | 062   |
|  | 0             | 0             | 0 Tjeckien | 049 | 0            | 0           | 0 Ryssland | 071        |             |       |
|  | 0             | 0             | 0 Tjeckien | 049 | 0            | 0           | 0 Ryssland | 071        |             |       |
|  |               |               |            |     |              |             |            |            |             |       |
|  |               |               |            |     |              |             |            |            |             |       |

## Brottning
Grekisk-romersk
| Idrottare   | Gren   | Första omgången                                    | Avancemang | Kvartsfinaler        | Semifinaler          | Final                |                  |
| Idrottare   | Gren   | Motståndare Resultat                               | Avancemang | Motståndare Resultat | Motståndare Resultat | Motståndare Resultat |                  |
| ----------- | ------ | -------------------------------------------------- | ---------- | -------------------- | -------------------- | -------------------- | ---------------- |
| Petr Švehla | 55 kg  | Pool 4 Hall (USA) L 2-3 Vakulenko (UKR) L 0-4      | 3          | Gick inte vidare     | Gick inte vidare     | Gick inte vidare     | Gick inte vidare |
| David Vála  | 120 kg | Pool 3 Baroyev (RUS) L 0-5 Chekhauskoi (BLR) W 3-0 | 2          | Gick inte vidare     | Gick inte vidare     | Gick inte vidare     | Gick inte vidare |

## Cykling

### Mountainbike
| Idrottare        | Gren                  | Tid     | Placering |
| ---------------- | --------------------- | ------- | --------- |
| Radim Kořínek    | Herrarnas terränglopp | 2:25:28 | 22        |
| Jaroslav Kulhavý | Herrarnas terränglopp | DNF     | x         |

### Landsväg
Herrar
| Idrottare       | Gren                | Tid        | Placering |
| --------------- | ------------------- | ---------- | --------- |
| René Andrle     | Herrarnas linjelopp | 5:50:35    | 58        |
| Michal Hrazdira | Herrarnas linjelopp | DNF        | x         |
| Ondřej Sosenka  | Herrarnas linjelopp | 5:50:35    | 65        |
| Ján Svorada     | Herrarnas linjelopp | 5:50:35    | 63        |
| René Andrle     | Herrarnas tempolopp | 1:00:27.29 | 16        |
| Michal Hrazdira | Herrarnas tempolopp | 1:00:07.23 | 13        |

Damer
| Idrottare         | Gren               | Tid      | Placering |
| ----------------- | ------------------ | -------- | --------- |
| Lada Kozlikova    | Damernas linjelopp | DNF      | x         |
| Martina Ruzickova | Damernas linjelopp | 3:40:43  | 52        |
| Lada Kozlikova    | Damernas tempolopp | 32:15.41 | 5         |

### Bana
Keirin
| Alois Kaňkovský         | Herrarnas keirin  | Omgång 1 | 2 Q  | Omgång 2 | 4    | 7-12 lopp REL   | 10 |
| Milan Kadlec Petr Lazar | Herrarnas Madison | i.u.     | i.u. | i.u.     | i.u. | -1 varv 2 poäng | 13 |

Tempolopp
| Cyklist         | Gren                | Kval     | Kval      | Matchomgång | Matchomgång | Final    | Final     |
| Cyklist         | Gren                | Resultat | Placering | Resultat    | Placering   | Resultat | Placering |
| --------------- | ------------------- | -------- | --------- | ----------- | ----------- | -------- | --------- |
| Alois Kaňkovský | Herrarnas tempolopp | i.u.     | i.u.      | i.u.        | i.u.        | 1:03.038 | 10        |

Sprint
| Idrottare       | Gren             | Kval                    | Kval        | Första omgången                  | Återkval                         | Kvartsfinaler                    | Semifinaler                      | Final                            | Final            |                  |
| Idrottare       | Gren             | Tid Hastighet (km/h)    | Placering   | Motståndare Tid Hastighet (km/h) | Motståndare Tid Hastighet (km/h) | Motståndare Tid Hastighet (km/h) | Motståndare Tid Hastighet (km/h) | Motståndare Tid Hastighet (km/h) | Placering        |                  |
| --------------- | ---------------- | ----------------------- | ----------- | -------------------------------- | -------------------------------- | -------------------------------- | -------------------------------- | -------------------------------- | ---------------- | ---------------- |
| Alois Kaňkovský | Herrarnas sprint | 10.956 65.717 km/h 18 Q | Bos (NED) L | Mulder (NED) Kim (KOR) 3         | Gick inte vidare                 | Gick inte vidare                 | Gick inte vidare                 | Gick inte vidare                 | Gick inte vidare | Gick inte vidare |

Poänglopp
| Lada Kozlikova | Damernas poänglopp  | i.u. | i.u. | i.u. | i.u. | 0 poäng              | 15 |
| Milan Kadlec   | Herrarnas poänglopp | i.u. | i.u. | i.u. | i.u. | 65 poäng 3 Extravarv | 5  |

Förföljelse
| Idrottare    | Gren                 | Kval     | Kval      | Första omgången  | Första omgången  | Final            | Final            |
| Idrottare    | Gren                 | Tid      | Placering | Motståndare Tid  | Placering        | Motståndare Tid  | Placering        |
| ------------ | -------------------- | -------- | --------- | ---------------- | ---------------- | ---------------- | ---------------- |
| Lenka Valova | Damernas förföljelse | 3:54.372 | 11        | Gick inte vidare | Gick inte vidare | Gick inte vidare | Gick inte vidare |

## Friidrott
Herrar
Bana, maraton och gång
| Idrottare        | Gren              | Heat     | Heat      | Kvartsfinal      | Kvartsfinal      | Semifinal        | Semifinal        | Final            | Final            |
| Idrottare        | Gren              | Resultat | Placering | Resultat         | Placering        | Resultat         | Placering        | Resultat         | Placering        |
| ---------------- | ----------------- | -------- | --------- | ---------------- | ---------------- | ---------------- | ---------------- | ---------------- | ---------------- |
| Jiří Vojtík      | 200 meter         | 20.79    | 5         | Gick inte vidare | Gick inte vidare | Gick inte vidare | Gick inte vidare | Gick inte vidare | Gick inte vidare |
| Michal Šneberger | 800 meter         | 1:47.89  | 5         | i.u.             | i.u.             | Gick inte vidare | Gick inte vidare | Gick inte vidare | Gick inte vidare |
| Michal Šneberger | 1 500 meter       | 3:39.68  | 7 q       | i.u.             | i.u.             | 3:47.03          | 12               | Gick inte vidare | Gick inte vidare |
| Jiří Mužík       | 400 meter häck    | 48.85    | 2 Q       | i.u.             | i.u.             | 48.88            | 5                | Gick inte vidare | Gick inte vidare |
| Štěpán Tesařík   | 400 meter häck    | 49.44    | 5 q       | i.u.             | i.u.             | 49.87            | 7                | Gick inte vidare | Gick inte vidare |
| Robert Stefko    | Maraton           | i.u.     | i.u.      | i.u.             | i.u.             | i.u.             | i.u.             | 2:27:12          | 63               |
| Jiří Malysa      | 20 kilometer gång | i.u.     | i.u.      | i.u.             | i.u.             | i.u.             | i.u.             | DSQ              | x                |
| Miloš Holuša     | 50 kilometer gång | i.u.     | i.u.      | i.u.             | i.u.             | i.u.             | i.u.             | 4:15:01          | 38               |

Fältgrenar och tiokamp
| Idrottare       | Gren           | Kval     | Kval      | Final            | Final            |
| Idrottare       | Gren           | Resultat | Placering | Resultat         | Placering        |
| --------------- | -------------- | -------- | --------- | ---------------- | ---------------- |
| Jaroslav Bába   | Höjdhopp       | 2.28     | =9 Q      | 2.34             | 3                |
| Tomáš Janků     | Höjdhopp       | 2.20     | 30        | Gick inte vidare | Gick inte vidare |
| Svatoslav Ton   | Höjdhopp       | 2.28     | =4 Q      | 2.29             | 8                |
| Štěpán Janáček  | Stavhopp       | 5.30     | =28       | Gick inte vidare | Gick inte vidare |
| Adam Ptáček     | Stavhopp       | 5.50     | =22       | Gick inte vidare | Gick inte vidare |
| Petr Stehlík    | Kulstötning    | 20.06    | 11 q      | 19.21            | 12               |
| Antonín Žalský  | Kulstötning    | 19.09    | 27        | Gick inte vidare | Gick inte vidare |
| Libor Malina    | Diskuskastning | 62.12    | 10 q      | 58.78            | 10               |
| Vladimír Maška  | Släggkastning  | 71.76    | 29        | Gick inte vidare | Gick inte vidare |
| Miroslav Guzdek | Spjutkastning  | 76.45    | 23        | Gick inte vidare | Gick inte vidare |
| Jan Železný     | Spjutkastning  | 81.18    | 9 Q       | 80.59            | 9                |

Herrar
Kombinerade grenar - Tiokamp
| Friidrottare | Gren     | 100 m | LJ   | SP              | HJ              | 400 m           | 110H            | DT              | PV              | JT              | 1500 m          | Final   | Placering |
| ------------ | -------- | ----- | ---- | --------------- | --------------- | --------------- | --------------- | --------------- | --------------- | --------------- | --------------- | ------- | --------- |
| Tomáš Dvořák | Resultat | 11.53 | DNS  | Fullföljde inte | Fullföljde inte | Fullföljde inte | Fullföljde inte | Fullföljde inte | Fullföljde inte | Fullföljde inte | Fullföljde inte | DNF     | x         |
| Tomáš Dvořák | Poäng    | 746   | x    |                 |                 |                 |                 |                 |                 |                 |                 | DNF     | x         |
| Roman Šebrle | Resultat | 10.85 | 7.84 | 16.36           | 2.12            | 48.36           | 14.05           | 48.72           | 5.00            | 70.52           | 4:40.01         | 8893 OR | 1         |
| Roman Šebrle | Poäng    | 894   | 1020 | 873             | 915             | 892             | 968             | 844             | 910             | 897             | 680             | 8893 OR | 1         |

Damer
Bana, maraton och gång
| Idrottare         | Gren              | Heat     | Heat      | Kvartsfinal | Kvartsfinal | Semifinal        | Semifinal        | Final            | Final            |
| Idrottare         | Gren              | Resultat | Placering | Resultat    | Placering   | Resultat         | Placering        | Resultat         | Placering        |
| ----------------- | ----------------- | -------- | --------- | ----------- | ----------- | ---------------- | ---------------- | ---------------- | ---------------- |
| Lucie Škrobáková  | 100 meter häck    | 13.51    | 5         | i.u.        | i.u.        | Gick inte vidare | Gick inte vidare | Gick inte vidare | Gick inte vidare |
| Anna Pichrtová    | Maraton           | i.u.     | i.u.      | i.u.        | i.u.        | i.u.             | i.u.             | 2:40:58          | 28               |
| Barbora Dibelková | 20 kilometer gång | i.u.     | i.u.      | i.u.        | i.u.        | i.u.             | i.u.             | 1:33:37          | 24               |

Fältgrenar och sjukamp
| Idrottare                 | Gren           | Kval     | Kval      | Final            | Final            |
| Idrottare                 | Gren           | Resultat | Placering | Resultat         | Placering        |
| ------------------------- | -------------- | -------- | --------- | ---------------- | ---------------- |
| Zuzana Hlavoňová          | Höjdhopp       | 1.85     | 26        | Gick inte vidare | Gick inte vidare |
| Iva Straková              | Höjdhopp       | 1.89     | 16        | Gick inte vidare | Gick inte vidare |
| Kateřina Baďurová         | Stavhopp       | 4.40     | =4 q      | 4.20             | 12               |
| Pavla Hamáčková           | Stavhopp       | 4.45     | 2 Q       | 4.40             | 11               |
| Denisa Ščerbová           | Längdhopp      | 6.39     | 25        | Gick inte vidare | Gick inte vidare |
| Šárka Kašpárková          | Tresteg        | 13.79    | 26        | Gick inte vidare | Gick inte vidare |
| Věra Pospíšilová-Cechlová | Diskuskastning | 64.48    | 1 Q       | 66.08            | 3                |
| Vladimíra Racková         | Diskuskastning | 55.82    | 34        | Gick inte vidare | Gick inte vidare |
| Lucie Vrbenská            | Släggkastning  | 60.29    | 42        | Gick inte vidare | Gick inte vidare |
| Nikola Brejchová          | Spjutkastning  | 64.39    | 2 Q       | 64.23            | 4                |
| Jarmila Klimešová         | Spjutkastning  | 57.70    | 25        | Gick inte vidare | Gick inte vidare |
| Barbora Špotáková         | Spjutkastning  | 58.20    | 23        | Gick inte vidare | Gick inte vidare |

Kombinerade grenar – Sjukamp
| Idrottare        | Gren     | 100H  | HJ   | SP    | 200 m | LJ   | JT    | 800 m   | Final | Placering |
| ---------------- | -------- | ----- | ---- | ----- | ----- | ---- | ----- | ------- | ----- | --------- |
| Michaela Hejnová | Resultat | 13.82 | 1.70 | 12.13 | 25.36 | 5.70 | 48.22 | 2:25.68 | 5716  | 26        |
| Michaela Hejnová | Poäng    | 1004  | 855  | 670   | 854   | 759  | 826   | 748     | 5716  | 26        |

## Gymnastik

### Artistisk
Damer
Mångkamp, lag
| Idrottare      | Kval    | Kval    | Kval    | Kval    | Kval   | Kval      | Final            | Final            | Final            | Final            | Final            | Final            |
| Idrottare      | Redskap | Redskap | Redskap | Redskap | Totalt | Placering | Redskap          | Redskap          | Redskap          | Redskap          | Totalt           | Placering        |
| Idrottare      | V       | UB      | BB      | F       | Totalt | Placering | V                | UB               | BB               | F                | Totalt           | Placering        |
| -------------- | ------- | ------- | ------- | ------- | ------ | --------- | ---------------- | ---------------- | ---------------- | ---------------- | ---------------- | ---------------- |
| Jana Komrsková | 9.225   | 9.275   | 8.700   | 9.012   | 36.212 | 32        | Gick inte vidare | Gick inte vidare | Gick inte vidare | Gick inte vidare | Gick inte vidare | Gick inte vidare |

### Rytmisk
| Idrottare           | Gren         | Kval     | Kval   | Kval   | Kval   | Kval   | Kval      | Final            | Final            | Final            | Final            | Final            | Final            |
| Idrottare           | Gren         | Tunnband | Boll   | Käglor | Band   | Totalt | Placering | Tunnband         | Boll             | Käglor           | Band             | Totalt           | Placering        |
| ------------------- | ------------ | -------- | ------ | ------ | ------ | ------ | --------- | ---------------- | ---------------- | ---------------- | ---------------- | ---------------- | ---------------- |
| Dominika Červenková | Individuellt | 22.350   | 22.900 | 18.300 | 21.200 | 84.750 | 20        | Gick inte vidare | Gick inte vidare | Gick inte vidare | Gick inte vidare | Gick inte vidare | Gick inte vidare |

## Judo
Damer
| Idrottare        | Gren                | Sextondelsfinal         | Åttondelsfinal           | Kvartsfinal          | Semifinal            | Återkval                                    | Final                | Final            |
| Idrottare        | Gren                | Motståndare Resultat    | Motståndare Resultat     | Motståndare Resultat | Motståndare Resultat | Motståndare Resultat                        | Motståndare Resultat | Placering        |
| ---------------- | ------------------- | ----------------------- | ------------------------ | -------------------- | -------------------- | ------------------------------------------- | -------------------- | ---------------- |
| Andrea Pažoutová | Mellanvikt (-70 kg) | Dadci (POL) W 1000-0000 | Arlove (AUS) L 0001-0010 | Gick inte vidare     | Gick inte vidare     | Omgång 1 BYE Omgång 2 Kim (PRK) L 0000-1000 | Gick inte vidare     | Gick inte vidare |

## Kanotsport
Slalom
| Tomáš Indruch                 | Herrarnas C-1 slalom | 202.68 | 4 Q    | 98.22  | 5 Q              | 97.06            | 195.28           | 5                |
| Marek Jiras Tomáš Máder       | Herrarnas C-2 slalom | 228.99 | 8 Q    | 110.35 | 7                | Gick inte vidare | Gick inte vidare | Gick inte vidare |
| Jaroslav Volf Ondřej Štěpánek | 214.35               | 3 Q    | 106.22 | 3 Q    | 106.64           | 212.86           | 3                |                  |
| Ondřej Raab                   | Herrarnas K-1 slalom | 194.50 | 9 Q    | 98.13  | 14               | Gick inte vidare | Gick inte vidare | Gick inte vidare |
| Štěpánka Hilgertová           | Damernas K-1 slalom  | 228.75 | 11 Q   | 111.31 | 8 Q              | 109.44           | 220.75           | 5                |
| Irena Pavelková               | 227.46               | 9 Q    | 161.49 | 15     | Gick inte vidare | Gick inte vidare | Gick inte vidare |                  |

Sprint
| Kanotist           | Gren                 | Heat     | Heat      | Semifinal | Semifinal | Final            | Final            |
| Kanotist           | Gren                 | Tid      | Placering | Tid       | Placering | Tid              | Placering        |
| ------------------ | -------------------- | -------- | --------- | --------- | --------- | ---------------- | ---------------- |
| Martin Doktor      | Herrarnas C-1 500 m  | 1:49.557 | 2 QS      | 1:50.253  | 1 QF      | 1:47.999         | 5                |
| Martin Doktor      | Herrarnas C-1 1000 m | 3:49.029 | 2 QS      | 3:51.812  | 1 QF      | 3:50.405         | 4                |
| Michaela Strnadová | Damernas K-1 500 m   | 1:55.806 | 5 QS      | 1:56.154  | 7         | Gick inte vidare | Gick inte vidare |

## Konstsim
| Idrottare                     | Gren           | Teknisk rutin | Teknisk rutin | Fri rutin (inledande) | Fri rutin (inledande)  | Fri rutin (inledande) | Fri rutin (final) | Fri rutin (final)      | Fri rutin (final) |
| Idrottare                     | Gren           | Poäng         | Placering     | Poäng                 | Totalt (teknisk + fri) | Placering             | Placering         | Totalt (teknisk + fri) | Placering         |
| ----------------------------- | -------------- | ------------- | ------------- | --------------------- | ---------------------- | --------------------- | ----------------- | ---------------------- | ----------------- |
| Sona Bernardova Ivana Bursova | Damernas duett | 43.750        | 44.334        | 88.084                | =14                    | Gick inte vidare      | Gick inte vidare  | Gick inte vidare       |                   |

## Modern femkamp
| Idrottare            | Gren              | Skytte   | Skytte | Fäktning | Fäktning | Simning  | Simning | Ridning | Ridning | Löpning  | Löpning | Totalpoäng | Placering |
| Idrottare            | Gren              | Resultat | Poäng  | Resultat | Poäng    | Resultat | Poäng   | Straff  | Poäng   | Resultat | Poäng   | Totalpoäng | Placering |
| -------------------- | ----------------- | -------- | ------ | -------- | -------- | -------- | ------- | ------- | ------- | -------- | ------- | ---------- | --------- |
| Libor Capalini       | Herrarnas tävling | 179      | 1084   | 14-17    | 776      | 2:02,00  | 1336    | 84      | 1116    | 9:40,70  | 1080    | 5392       | 3         |
| Michal Michalik      | Herrarnas tävling | 181      | 1108   | 18-13    | 888      | 2:08,51  | 1260    | 56      | 1144    | 10:17,68 | 932     | 5332       | 6         |
| Alexandra Kalinovska | Damernas tävling  | 164      | 904    | 18-13    | 888      | 2:30,05  | 1120    | 252     | 948     | 11:14,40 | 1024    | 4884       | 26        |

## Ridsport

### Fälttävlan
| Ryttare        | Häst          | Gren                   | Dressyr | Dressyr   | Terräng | Terräng | Terräng   | Hoppning | Hoppning | Hoppning  | Hoppning | Hoppning | Hoppning  | Totalt | Totalt    |
| Ryttare        | Häst          | Gren                   | Dressyr | Dressyr   | Terräng | Terräng | Terräng   | Kval     | Kval     | Kval      | Final    | Final    | Final     | Totalt | Totalt    |
| Ryttare        | Häst          | Gren                   | Straff  | Placering | Straff  | Totalt  | Placering | Straff   | Totalt   | Placering | Straff   | Totalt   | Placering | Straff | Placering |
| -------------- | ------------- | ---------------------- | ------- | --------- | ------- | ------- | --------- | -------- | -------- | --------- | -------- | -------- | --------- | ------ | --------- |
| Jaroslav Hatla | Jennallas Boy | Individuell fälttävlan | 57,80   | =39       | 5,20    | 63,00   | =28       | 4,00     | 67,00    | =23 Q     | 8,00     | 75,00    | =21       | 75,00  | =21       |

## Rodd
Herrar
| Idrottare                                                   | Gren                    | Heat    | Heat      | Återkval | Återkval  | Semifinal        | Semifinal        | Final            | Final            | Final |
| Idrottare                                                   | Gren                    | Tid     | Placering | Tid      | Placering | Tid              | Placering        | Tid              | Placering        |       |
| ----------------------------------------------------------- | ----------------------- | ------- | --------- | -------- | --------- | ---------------- | ---------------- | ---------------- | ---------------- | ----- |
| Václav Chalupa                                              | Singelsculler           | 7:13,84 | 1 SA/B/C  | BYE      | BYE       | 6:59,39          | 1 FA             | 6:59,13          | 5                |       |
| Petr Imre Adam Michálek                                     | Tvåa utan styrman       | 7:26.19 | 4 R       | 6:33,24  | 4         | Gick inte vidare | Gick inte vidare | Gick inte vidare | Gick inte vidare |       |
| Milan Doleček Ondřej Synek                                  | Dubbelsculler           | 6:50,67 | 2 SA/B    | BYE      | BYE       | 6:13,65          | 3 FA             | 6:35,81          | 5                |       |
| Václav Maleček Michal Vabroušek                             | Lättvikts-dubbelsculler | 6:21,82 | 3 R       | 6:19,04  | 1 SA/B    | 6:23,17          | 5 FB             | 6:46,77          | 9                |       |
| Jakub Makovička Karel Neffe, Jr. Jan Schindler Petr Vitásek | Fyra utan styrman       | 6:31,23 | 3 SA/B    | BYE      | BYE       | 5:51,81          | 5 FB             | 5:49,99          | 8                |       |
| Jakub Hanák David Jirka Tomáš Karas David Kopřiva           | Scullerfyra             | 5:40,83 | 1 SA/B    | BYE      | BYE       | 5:42,73          | 1 FA             | 5:57,43          | 2                |       |

Damer
| Idrottare          | Gren          | Heat    | Heat      | Återkval | Återkval  | Semifinal | Semifinal | Final   | Final     | Final |
| Idrottare          | Gren          | Tid     | Placering | Tid      | Placering | Tid       | Placering | Tid     | Placering |       |
| ------------------ | ------------- | ------- | --------- | -------- | --------- | --------- | --------- | ------- | --------- | ----- |
| Miroslava Knapková | Singelsculler | 7:25,23 | 1 SA/B    | BYE      | BYE       | 7:36,73   | 2 FA      | 7:25,14 | 4         |       |

## Segling
Herrar
| Seglare      | Gren      | Lopp | Lopp | Lopp | Lopp | Lopp | Lopp | Lopp | Lopp | Lopp | Lopp | Lopp | Summerad poäng | Finalplacering |
| Seglare      | Gren      | 1    | 2    | 3    | 4    | 5    | 6    | 7    | 8    | 9    | 10   | M*   | Summerad poäng | Finalplacering |
| ------------ | --------- | ---- | ---- | ---- | ---- | ---- | ---- | ---- | ---- | ---- | ---- | ---- | -------------- | -------------- |
| Tom Malina   | Mistral   | 28   | 25   | 32   | 32   | 31   | 26   | 33   | 28   | 29   | 32   | 22   | 285            | 31             |
| Michal Maier | Finnjolle | 13   | 17   | 19   | 9    | 20   | 12   | 15   | 18   | 4    | 7    | 6    | 120            | 15             |

M = Medaljlopp; EL = Eliminerad – gick inte vidare till medaljloppet;
Damer
| Seglare       | Gren        | Lopp | Lopp | Lopp | Lopp | Lopp | Lopp | Lopp | Lopp | Lopp | Lopp | Lopp | Summerad poäng | Finalplacering |
| Seglare       | Gren        | 1    | 2    | 3    | 4    | 5    | 6    | 7    | 8    | 9    | 10   | M*   | Summerad poäng | Finalplacering |
| ------------- | ----------- | ---- | ---- | ---- | ---- | ---- | ---- | ---- | ---- | ---- | ---- | ---- | -------------- | -------------- |
| Lenka Šmídová | Europajolle | 10   | 13   | 1    | 13   | 1    | DSQ  | 1    | 6    | 3    | 7    | 10   | 65             | 2              |

M = Medaljlopp; EL = Eliminerad – gick inte vidare till medaljloppet;
Öppen
| Seglare      | Gren  | Lopp | Lopp | Lopp | Lopp | Lopp | Lopp | Lopp | Lopp | Lopp | Lopp | Lopp | Summerad poäng | Finalplacering |
| Seglare      | Gren  | 1    | 2    | 3    | 4    | 5    | 6    | 7    | 8    | 9    | 10   | M*   | Summerad poäng | Finalplacering |
| ------------ | ----- | ---- | ---- | ---- | ---- | ---- | ---- | ---- | ---- | ---- | ---- | ---- | -------------- | -------------- |
| Martin Trčka | Laser | 37   | 29   | 15   | 27   | 15   | 32   | 28   | 31   | 33   | 10   | 11   | 231            | 25             |

M = Medaljlopp; EL = Eliminerad – gick inte vidare till medaljloppet;

## Tennis
Herrar
| Spelare                  | Gren       | Omgång 1                | Omgång 2                                | Åttondelsfinaler                                 | Kvartsfinaler         | Semifinaler       | Final / BM        | Final / BM       |
| Spelare                  | Gren       | Motståndare Poäng       | Motståndare Poäng                       | Motståndare Poäng                                | Motståndare Poäng     | Motståndare Poäng | Motståndare Poäng | Placering        |
| ------------------------ | ---------- | ----------------------- | --------------------------------------- | ------------------------------------------------ | --------------------- | ----------------- | ----------------- | ---------------- |
| Tomáš Berdych            | Herrsingel | Mayer (GER) W 6–3, 7–5  | Federer (SUI) W 4–6, 7–5, 7–5           | Robredo (ESP) W 7–6(7–2), 4–6, 8–6               | Dent (USA) L 4–6, 1–6 | Gick inte vidare  | Gick inte vidare  | Gick inte vidare |
| Jiří Novák               | Herrsingel | Henman (GBR) W 6–3, 6–3 | Jouzjnj (RUS) L 4–6, 3–6                | Gick inte vidare                                 | Gick inte vidare      | Gick inte vidare  | Gick inte vidare  | Gick inte vidare |
| Tomáš Berdych Jiří Novák | Herrdubbel | i.u.                    | Arthurs / Woodbridge (AUS) L 4–6, 3–6   | Gick inte vidare                                 | Gick inte vidare      | Gick inte vidare  | Gick inte vidare  | Gick inte vidare |
| Martin Damm Cyril Suk    | Herrdubbel | i.u.                    | Economidis / Mazarakis (GRE) W 6–1, 6–3 | Ančić / Ljubičić (CRO) L 6–7(6–8), 7–6(7–2), 5–7 | Gick inte vidare      | Gick inte vidare  | Gick inte vidare  | Gick inte vidare |

Damer
| Spelare                         | Gren      | Omgång 1                        | Omgång 2                                       | Åttondelsfinaler  | Kvartsfinaler     | Semifinaler       | Final / BM        | Final / BM       |
| Spelare                         | Gren      | Motståndare Poäng               | Motståndare Poäng                              | Motståndare Poäng | Motståndare Poäng | Motståndare Poäng | Motståndare Poäng | Placering        |
| ------------------------------- | --------- | ------------------------------- | ---------------------------------------------- | ----------------- | ----------------- | ----------------- | ----------------- | ---------------- |
| Iveta Benešová                  | Damsingel | Morigami (JPN) L 1–6, 4–6       | Gick inte vidare                               | Gick inte vidare  | Gick inte vidare  | Gick inte vidare  | Gick inte vidare  | Gick inte vidare |
| Klára Koukalová                 | Damsingel | Maleeva (BUL) L 1–6, 4–6        | Gick inte vidare                               | Gick inte vidare  | Gick inte vidare  | Gick inte vidare  | Gick inte vidare  | Gick inte vidare |
| Barbora Strýcová                | Damsingel | Henin-Hardenne (BEL) L 3–6, 4–6 | Gick inte vidare                               | Gick inte vidare  | Gick inte vidare  | Gick inte vidare  | Gick inte vidare  | Gick inte vidare |
| Libuše Průšová Barbora Strýcová | Damdubbel | i.u.                            | Kuznetsova / Lichovtseva (RUS) L 2–6, 6–3, 1–6 | Gick inte vidare  | Gick inte vidare  | Gick inte vidare  | Gick inte vidare  | Gick inte vidare |

## Triathlon
| Triathlet       | Gren                | Simning (1,5 km) | Trans 1 | Cykling (40 km) | Trans 2         | Löpning (10 km) | Total tid       | Placering       |
| --------------- | ------------------- | ---------------- | ------- | --------------- | --------------- | --------------- | --------------- | --------------- |
| Martin Krňávek  | Herrarnas triathlon | 18:19            | 0:21    | 1:05:37         | 0:21            | 38:58           | 2:02:54,59      | 42              |
| Filip Ospalý    | Herrarnas triathlon | 18:23            | 0:19    | 1:05:32         | 0:20            | 33:22           | 1:57:17,58      | 29              |
| Renata Berková  | Damernas triathlon  | 19:48            | 0:20    | 1:13:14         | 0:27            | 38:48           | 2:11:50,94      | 32              |
| Lenka Radová    | Damernas triathlon  | 19:41            | 0:22    | 1:10:49         | 0:23            | 39:24           | 2:09:54,47      | 26              |
| Lucie Zelenková | Damernas triathlon  | 19:23            |         | Fullföljde inte | Fullföljde inte | Fullföljde inte | Fullföljde inte | Fullföljde inte |